# Pablo Modesto González Pérez
Pablo Modesto González Pérez SDB (ur. 30 czerwca 1959 w San Antonio de los Altos) – wenezuelski duchowny rzymskokatolicki, biskup Guasdualito w latach 2016–2025, biskup La Guairy od 2025.

## Życiorys
Święcenia kapłańskie przyjął 26 lipca 1986 w zakonie salezjanów. Pracował głównie w zakonnych parafiach, a w latach 2000–2006 był także radnym prowincjalnym. W 2010 został dyrektorem placówki rolniczej w El Molinete.
3 grudnia 2015 został mianowany biskupem nowo powstałej diecezji Guasdualito. Sakry biskupiej udzielił mu 6 lutego 2016 bp Mario Moronta.
9 stycznia 2025 papież Franciszek przeniósł go na urząd biskupa La Guairy.